# Seznam diplomatskih predstavništev na Islandiji
To je seznam diplomatskih predstavništev na Islandiji. Trenutno je v Reykjaviku 14 veleposlaništev. 

## Veleposlaništva vReykjaviku
| - Kanada - Ljudska republika Kitajska - Danska - Finska - Francija - Nemčija - Indija | - Japonska - Norveška - Poljska - Rusija - Švedska - Združeno kraljestvo - ZDA |

## Častni konzulati vReykjaviku
- Bocvana
- Dominikanska republika
- Gvineja Bissau
- Indonezija
- Jordanija
- Kazakhstan
- Latvija
- Litva
- Luksemburg
- Mehika
- Namibija
- Nikaragva
- Severna Makedonija
- Peru
- Filipini
- Slovaška
- Slovenija
- Južna Koreja
- Šrilanka
- Tajska
- Togo
- Urugvaj

## Predstavništva
- Evropska unija (delegacija)
- Ferski otoki
- Grenlandija

## Galerija
- Kanadsko veleposlaništvo
- Dansko veleposlaništvo
- Poslanstvo Ferskih otokov
- Finsko veleposlaništvo
- Francosko veleposlaništvo
- Nemško in britansko veleposlaništvo
- Norveško veleposlaništvo
- Poljsko veleposlaništvo
- Rusko veleposlaništvo
- Veleposlaništvo ZDA

## Nerezidenčna veleposlaništva
| Oslo: - Afganistan - Argentina - Belgija - Bosna in Hercegovina - Bolgarija - Čile - Češka - Estonija - Grčija - Madžarska - Indonezija - Iran - Izrael - Italija - Latvija - Maroko - Nizozemska - Palestina - Filipini - Portugalska - Saudova Arabija - Srbija - Slovenija - Slovaška - Južna Afrika - Južna Koreja - Španija - Sudan - Švica - Tunisia - Turčija - Venezuela | Stockholm: - Alžirija - Angola - Bocvana - Kolumbija - Kuba - Ekvador - Salvador - Etiopija - Iraq - Kosovo[a] - Kenija - Kuvajt - Malezija - Moldavija - Mozambik - Namibija - Nova Zelandija - Severna Koreja - Peru - Rwanda - Šrilanka - Tanzanija - Vatikan - Zambia | Kopenhagen: - Avstralija - Avstrija - Bangladeš - Benin - Hrvaška - Ciper - Gruzija - Gana - Irska - Litva - Mehika - Nepal - Niger - Romunija - Slovenija - Tajska - Uganda - Vietnam | London: - Esvatini - Gvineja - Jordanija - Kazahstan - Laos - Luksemburg - Malavi - Maldivi - Črna gora - Mongolija - Severna Makedonija - Nikaragva - Katar - Panama - Paragvaj - Sierra Leone - Singapur - Senegal - Togo - Združeni arabski emirati - Urugvaj - Uzbekistan | Bruselj: - Barbados - Honduras - Mavretanija Berlin: - Brunej - Zelenortski otoki - Oman Dublin: - Etiopija - Lesoto - Nigerija Druga mesta: - Džibuti (Pariz) - Lihtenštajn (Vaduz) - Malta (Valletta) - San Marino (San Marino) - Ukrajina (Helsinki) |